# Cecilia Colledge
Magdalena Cecilia Colledge (Londres, Inglaterra, 28 de novembro de 1920 – Cambridge, Massachusetts, 12 de abril de 2008) foi uma patinadora artística britânica. Ela conquistou uma medalha de prata olímpica em 1936, e conquistou três medalhas em campeonatos mundiais.

## Principais resultados
| Resultados                                            | Resultados       | Resultados       | Resultados       | Resultados        | Resultados       | Resultados      | Resultados       | Resultados      | Resultados    | Resultados      | Resultados    | Resultados    |
| Internacional                                         | Internacional    | Internacional    | Internacional    | Internacional     | Internacional    | Internacional   | Internacional    | Internacional   | Internacional | Internacional   | Internacional | Internacional |
| Evento/Temporada                                      | 1931– 1932       | 1932– 1933       | 1933– 1934       | 1934– 1935        | 1935– 1936       | 1936– 1937      | 1937– 1938       | 1938– 1939      |               | 1945– 1946      |               |               |
| ----------------------------------------------------- | ---------------- | ---------------- | ---------------- | ----------------- | ---------------- | --------------- | ---------------- | --------------- | ------------- | --------------- | ------------- | ------------- |
| Jogos Olímpicos                                       | 8.ª              |                  |                  |                   | Medalha de prata |                 |                  |                 |               |                 |               |               |
| Campeonato Mundial                                    | 8.ª              | 5.ª              |                  | Medalha de prata  |                  | Medalha de ouro | Medalha de prata |                 |               |                 |               |               |
| Campeonato Europeu                                    |                  | Medalha de prata |                  | Medalha de bronze | Medalha de prata | Medalha de ouro | Medalha de ouro  | Medalha de ouro |               |                 |               |               |
| Nacional                                              |                  |                  |                  |                   |                  |                 |                  |                 |               |                 |               |               |
| Campeonato Britânico                                  | Medalha de prata | Medalha de prata | Medalha de prata | Medalha de ouro   | Medalha de ouro  | Medalha de ouro | Medalha de ouro  | Medalha de ouro |               | Medalha de ouro |               |               |
|                                                       |                  |                  |                  |                   |                  |                 |                  |                 |               |                 |               |               |
| Legenda: Competição não foi disputada nesta temporada |                  |                  |                  |                   |                  |                 |                  |                 |               |                 |               |               |